# 34625 Bollimpalli
34625 Bollimpalli este o planetă minoră (asteroid), cu un diametru de 5,007 km, din centura de asteroizi. A fost descoperită pe 25 octombrie 2000 la Experimental Test Site⁠(d) de Lincoln Near-Earth Asteroid Research. 
Obiectul prezintă o orbită caracterizată de o semiaxă mare de 2,9319746 UAi, o excentricitate de 0,02, o înclinație de 7,82023 ° în raport cu ecliptica.